# Opera v Lipsku
Operní dům v Lipsku, či jen Lipská opera (německy: Oper Leipzig) je operní scéna a operní společnost v německém Lipsku. Budova divadla se nachází na Augustově náměstí.

## Historie

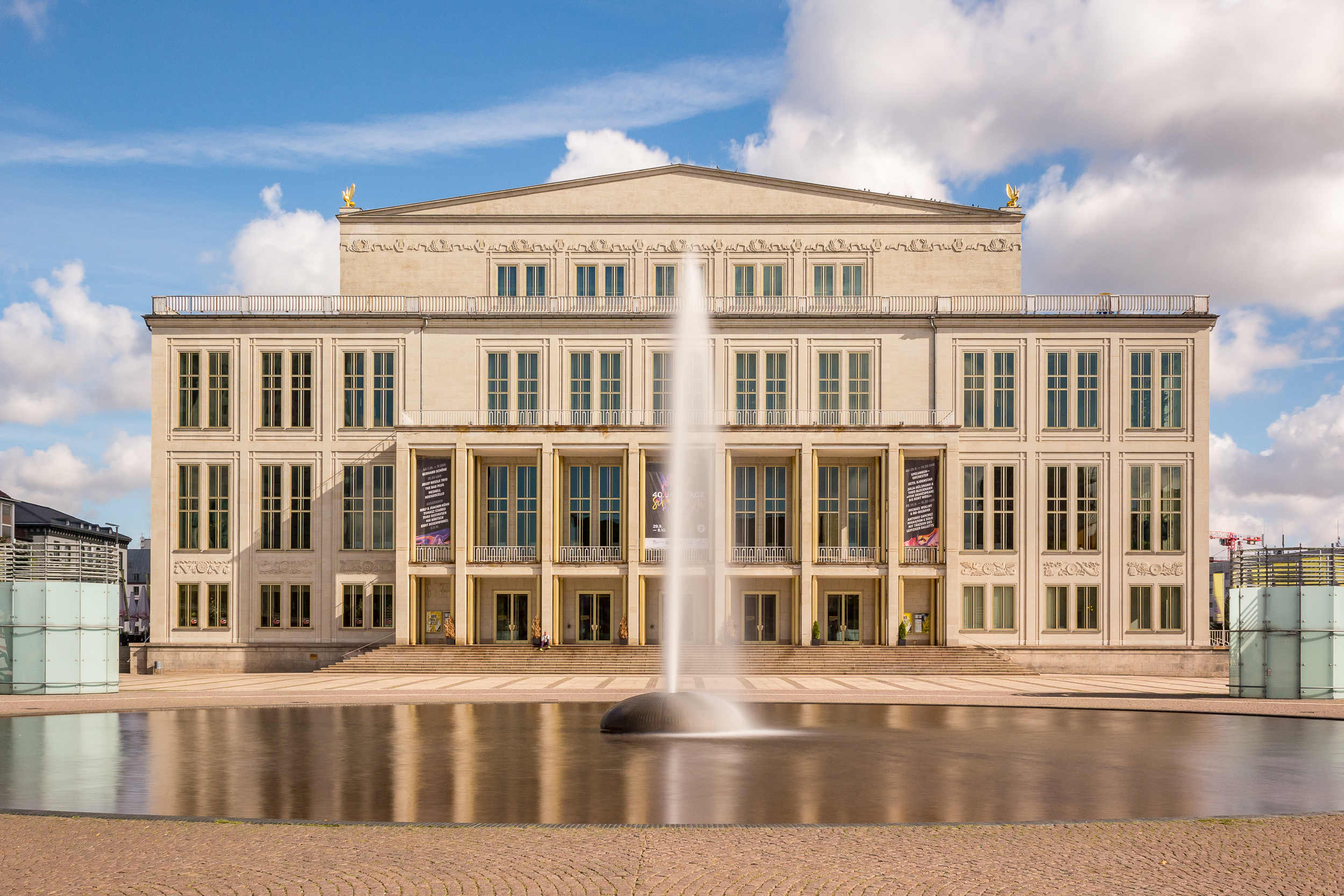
Průčelí budovy Lipské opery.

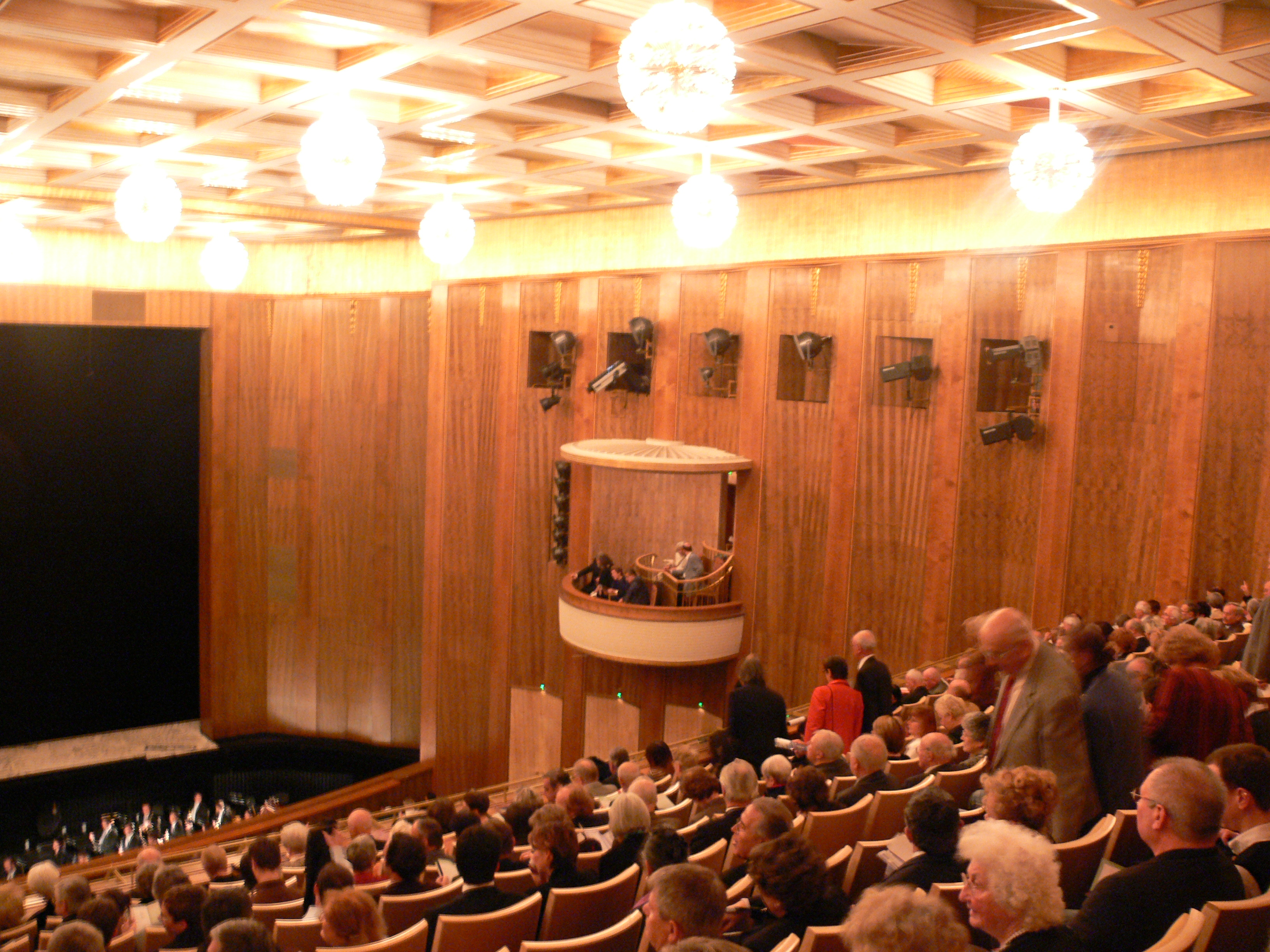
Interiér Lipské opery

Počátky opery v Lipsku sahají do roku 1693, což ji činí třetí nejstarším operním dějištěm v Evropě (po divadle La Fenice v italských Benátkách a opeře v Hamburku). Ředitelem mnoha tehdy uvedených oper byl v původním Opernhaus auf dem Brühl byl Georg Philipp Telemann.
Lipská opera nemá vlastní orchestr, tuto roli zastupuje orchestr koncertního domu Gewandhaus. Spolupráce mezi oběma institucemi má původ v roce 1766 při provedení singspielu Die verwandelten Weiber, oder Der Teufel ist los skladatele Johanna Adama Hillera.

## Opera v roce 1868

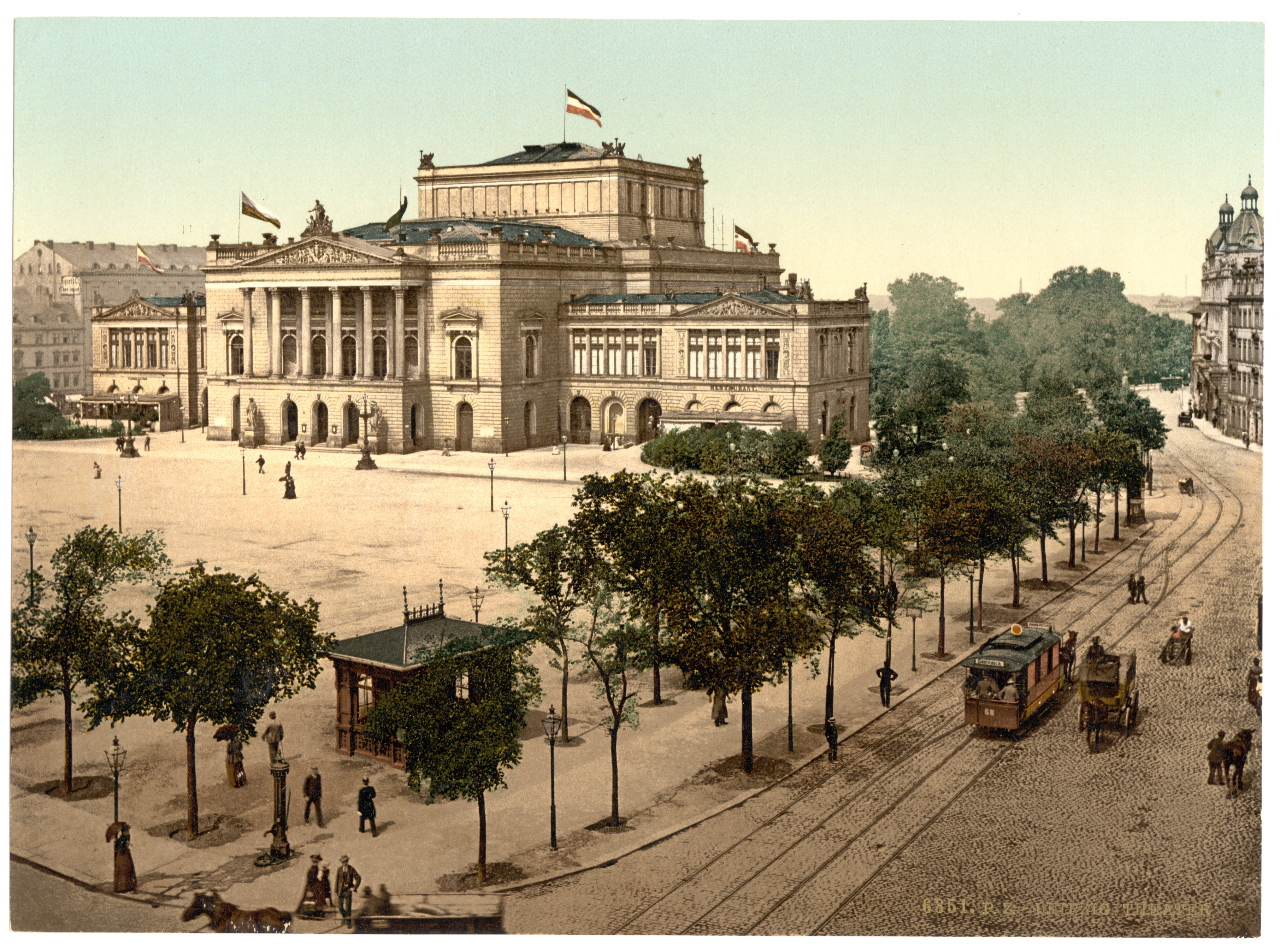
Neues Theater kolem roku 1900.

Původní divadlo ("Neues Theater") bylo slavnostně otevřeno 28. ledna 1868 Slavnostní předehrou Carla Marii von Webera a předehrou k opeře Iphigénie en Aulide Christopha Willibalda Glucka a Goetheho hrou Iphigenia in Tauris.
V letech 1886 až 1888 zde působil Gustav Mahler jako druhý dirigent pod vedením Arthura Nikische.
Za druhé světové války, během náletů v noci 3. prosince 1943, bylo divadlo těžce poškozeno, stejně jako všechna ostatní divadla v Lipsku.

## Nový operní dům
Výstavba nového operního domu byla zahájena v roce 1956. Provoz nové budovy byl zahájen 8. října 1960 operou Mistři pěvci norimberští Richarda Wagnera.
Ředitelem divadla je od roku 2009 Ulf Schirmer, uměleckým ředitelem byl jmenován v roce 2011 na pětileté období.

## Hudební ředitelé divadla
- Arthur Nikisch (1878)
- Gustav Mahler (1886–1888)
- Otto Lohse (1912)
- Gustav Brecher (1923)
- Paul Schmitz (1932)
- Helmut Seydelmann (1951)
- Paul Schmitz (1964)
- Lothar Zagrosek (1990–1992)
- Jiří Kout (1993)
- Michail Vladimirovič Jurovskij (1999)
- Riccardo Chailly (2005–2008)
- Ulf Schirmer (od roku 2009)